# Leovegildo Lins da Gama Júnior
Leovegildo Lins da Gama Júnior, född 29 juni 1954, mest känd som endast Júnior, är en brasiliansk före detta fotbollsspelare. Han fanns med på Pelés lista över de 125 bästa fotbollsspelarna genom tiderna i mars 2004. Junior arbetar numera som TV-expert på Rede Globo.

## Spelarkarriär
Júnior spelade under sin karriär 74 matcher för det brasilianska fotbollslandslaget, där han mellan maj 1979 och december 1992 även gjorde sex mål. Han var med i både VM 1982 och 1986.
Júnior spelade för Flamengo på slutet av 1970-talet, 1980-talet och början på 1990-talet, där han vann brasilianska mästerskapen fyra gånger (1980, 1982, 1983 och 1992), Copa Libertadores 1981 och Interkontinentala cupen 1981. Med sina 857 matcher är han den spelare som spelat flest matcher för Flamengo.
Han spelade även för de italienska klubbarna Torino och Pescara mellan 1984 och 1989.

## Tränarkarriär
Júnior tränade Flamengo mellan 1993 och 1994, och 1997. Han tränade även Corinthians mellan den 1 oktober 2003 och den 10 oktober 2003.

## Beach-fotboll
Júnior har även varit med i många Beach-fotbollsmästerskap, där han vunnit pris som bästa målskytt och bästa spelare.

## Meriter

### Klubblag
- Interkontinentala cupen - 1981
- Copa Libertadores - 1981
- Campeonato Brasileiro Série A - 1980, 1982, 1983, 1992
- Copa do Brasil 1990
- Campeonato Carioca - 1974, 1978, 1979, 1979 (extra), 1981, 1991

### Landslag
- Världsmästerskapet i fotboll 1982: Andra omgången (Femte plats)
- Copa América 1983 - Andra plats
- Världsmästerskapet i fotboll 1986: Kvartsfinal (Femte plats)

### Individuellt
- VM:s All-Star Team 1982
- Årets spelare i Serie A 1985
- Årets brasilianska fotbollsspelare 1992 - Placar (Brasilien)
- Flest matcher i Flamengo - 857 matcher
- FIFA 100

### Beach-fotboll
- VM 1995, 1996, 1997, 1998, 1999, 2000
- Copa America 1994, 1995, 1996, 1997, 1998, 1999
- VM:s bästa målskytt
  - 1997 - 11 mål
  - 1998 - 14 mål
  - 1999 - 10 mål
  - 2000 - 13 mål
- VM:s bästa spelare 1995, 1997, 1998, 2000